# Glen Hilly
Glen Hilly – australijski judoka.
Srebrny medalista mistrzostw Oceanii w 1979. Mistrz Oceanii juniorów w 1977. Wicemistrz Australii w 1979 roku.